# Фуллер, Томас (историк)
Томас Фуллер (англ. Thomas Fuller; крещён 19 июня 1608, Олдвинкл, Ист-Нортгемптоншир, Англия — 16 августа 1661, район Ковент-Гарден, Лондон) — английский историк, богослов, писатель

, доктор богословия в Кембридже (1660).

## Биография

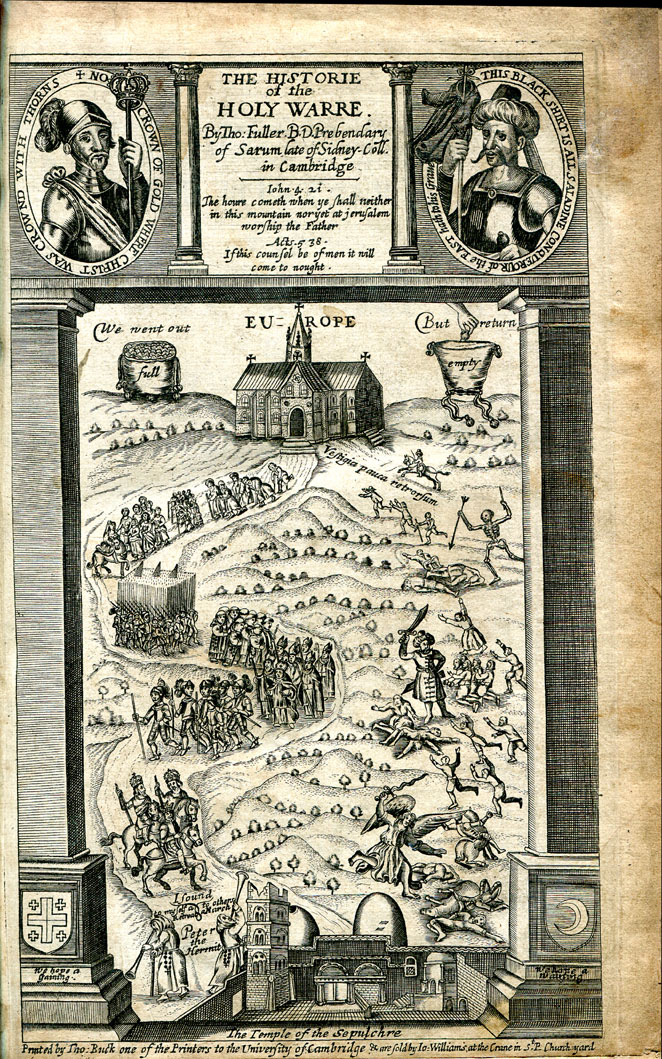
Титульный лист третьего издания «Истории Святой войны» Томаса Фуллера, 1647 год

Сын пастора. С 13 лет обучался в Куинз-колледже Кембриджского университета. В 1628 году получил степень магистра богословия. В 1630 году окончил Колледж Корпус-Кристи в Кембридже.
В 1631 году опубликовал трехчастную поэму «Гнусный грех Давида», «Сердечное раскаяние», «Суровое наказание», повествующие о Давиде, царе Израиля.
Благодаря ораторским способностям, его дядя и крестный отец Джон Давенант, епископ Солсберийский, дал ему место каноника, затем Фуллер стал священником церкви Святого Бернарда в Кембридже.
С 1635 года — бакалавр богословия.
Литератор. Известен, как автор сборника максим «Гномология», ряда афоризмов.
Его книга «Знаменитые люди Англии» («The Worthies of England and Wales»), опубликованная посмертно его сыном в 1662 году, представляют собой собрание подробных биографий выдающихся людей Англии. Содержит одни из самых ранних высказываний о Шекспире, в том числе сравнение Шекспира, «английского военного корабля», с Джонсоном, «большим испанским галеоном».
Автор исторических трудов, в том числе по истории Крестовых походов, церкви в Англии. Умер, заболев сыпным тифом.

## Избранные сочинения
- 1631 — David’s Heinous Sinne
- 1639 — The Historie of the Holy Warre
- 1640 — Joseph’s party-coloured Coat
- 1642 — The Holy State and the Prophane State (русский перевод "Небесное и земное"https://philologist.livejournal.com/12786392.html).
- 1650 — A Pisgah-Sight of Palestine
- 1651 — Abel Redevivus
- 1655 — Church-History of Britain
- 1657 — Notes upon Jonah
- 1662 — History of the Worthies of England
- 1868 — The Poems and translations in verse
- Небесное и земное / Пер. Сергей Зухер. — СПб.: Алетейя, 2025. — 514 с.